# 100 montagnes célèbres du Japon
Les  100 montagnes célèbres du Japon  (日本百名山, Nihon Hyaku-meizan) sont une liste de sommets du Japon qui provient d'un ouvrage écrit en 1964 par l'écrivain et montagnard Kyūya Fukada. Cette liste est établie sur des critères de beauté de la montagne et des paysages mais aussi de l'altitude. Depuis la parution du livre et notamment avec la popularisation de la randonnée au Japon dans les années 1980, l'ascension de ces sommets constitue un défi à relever pour de nombreux randonneurs.

## Histoire
Au Japon, la création de listes de montagnes célèbres remonte à l'époque d'Edo entre les XVIIe et XIXe siècles : déjà le peintre et poète Tani Bunchō établit une liste de 90 montagnes remarquables, mais cette liste comprenait des sommets assez bas.
En 1940, Kyūya Fukada écrit, pour le magazine Yamagoya, une série d'articles portant le titre générique Hyaku-meizan. La Seconde Guerre mondiale met fin à la publication de la série après vingt numéros. En 1959, alors qu'il a déjà effectué l'escalade de plus de deux cents sommets du Japon, il publie une série d'articles sous le titre Nihon Hyaku-meizan dans le magazine spécialisé Yama to Kōgen. En 1964, il rassemble ses articles dans un ouvrage. Ce dernier est largement diffusé dans les médias et fait l'objet d'un programme de télévision qui devient rapidement populaire.
Kyūya Fukada choisit des montagnes pour leur beauté et leur renommée et exclut les sommets de moins de 1 500 mètres d'altitude, à l'exception du mont Tsukuba : « une montagne doit avoir du caractère ; elle doit avoir une histoire et quelque chose qui la rend unique — un extraordinaire signe distinctif. »
Le livre est un succès littéraire, en particulier parce qu'il lui vaut, l'année de sa publication en 1964, le prix Yomiuri de la biographie et qu'il est très apprécié du prince héritier Naruhito. Par la suite, le développement de la randonnée en montagne au Japon dans les années 1980 conduit à une très forte fréquentation des cent montagnes de la liste.
L'ouvrage de Kyūya Fukada n'avait pas pour but d'imposer une liste mais, au contraire, d'inciter chaque amateur de montagne à se dresser sa propre liste de cent sommets. Néanmoins, la liste est devenue une référence incontournable, suivie plus tard de listes des deux cents montagnes, des trois cents montagnes, des cent montagnes remarquables par leur flore, etc.
Cette liste de 100 montagnes constitue un défi pour des randonneurs. Certains d'entre eux ont ainsi réussi à enchaîner l'ascension des cent sommets en un temps record :
- l'alpiniste japonais Tsuneo Shigehiro (重廣 恒夫, Shigehiro Tsuneo?) les gravit tous en 123 jours en 1996 ;
- les Néo-Zélandais Craig McLachlan et Travis Taiaroa mettent 78 jours en 1997 ;
- en 2002, le record tombe à 66 jours.[réf. nécessaire]

## Liste par région

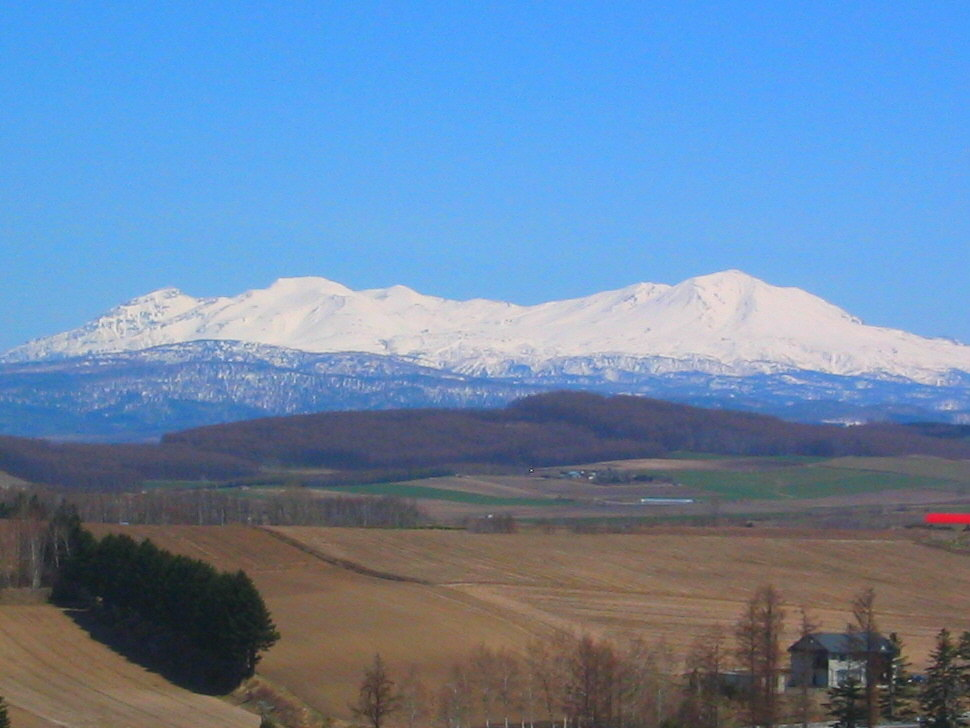
L'ensemble volcanique du Daisetsuzan.

### Hokkaidō
- Ensemble volcanique d'Akan (阿寒岳?)
- Ensemble volcanique du Daisetsuzan (大雪山?)
- Mont Poroshiri (幌尻岳?)
- Mont Rausu (羅臼岳?)
- Mont Rishiri (利尻岳?)
- Mont Shari (斜里岳?)
- Mont Tokachi (十勝岳?)
- Mont Tomuraushi (トムラウシ山?)
- Mont Yōtei (羊蹄山?)

### Région du Tōhoku

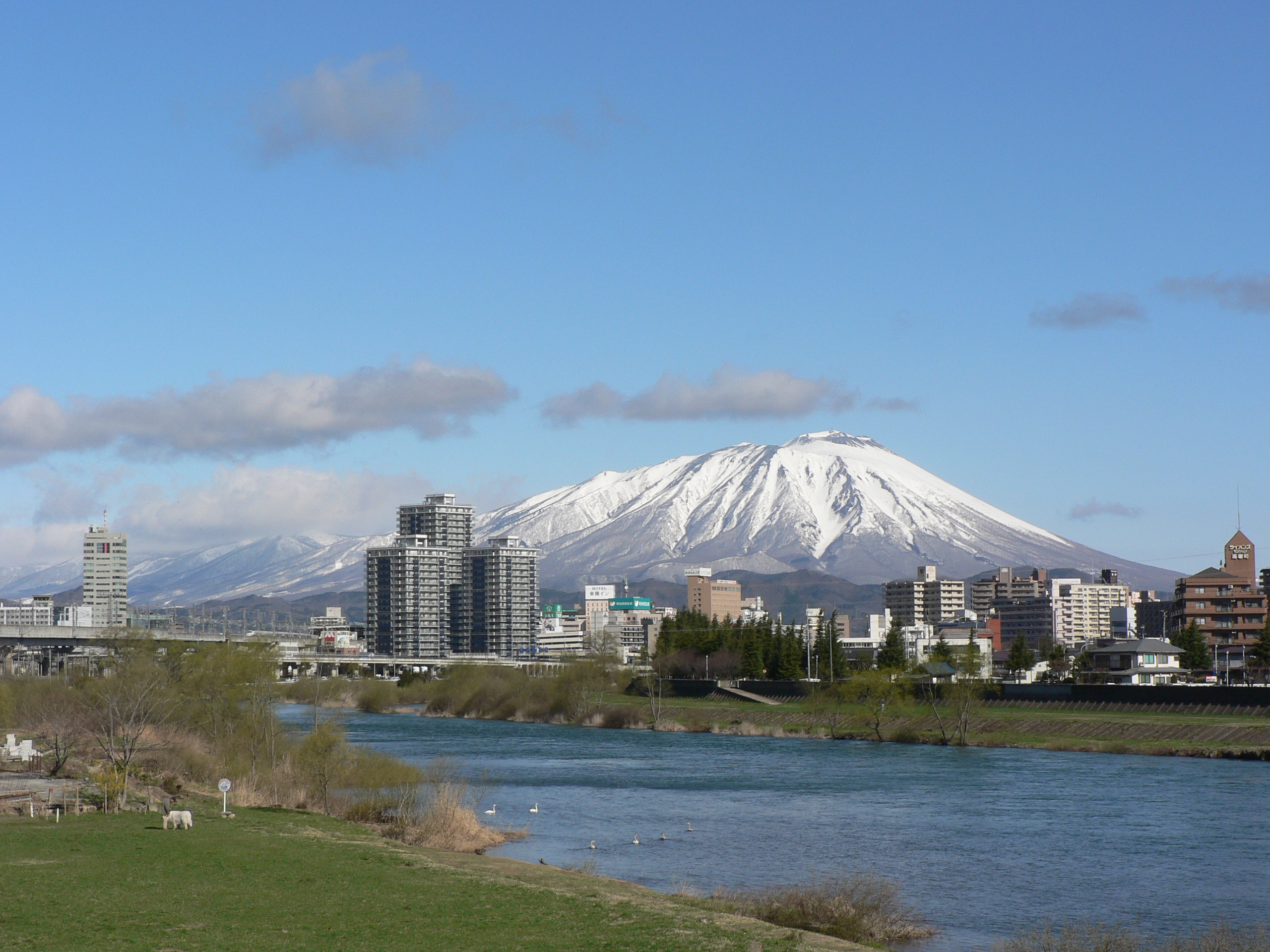
Le mont Iwate vu de Morioka.

- Mont Adatara (安達太良山?)
- Mont Aizu-Komagatake (会津駒ヶ岳?)
- Mont Asahi (朝日岳?)
- Monts Azuma (吾妻山?)
- Mont Bandai (磐梯山?)
- Mont Chōkai (鳥海山?)
- Mont Gassan (月山?)
- Mont Hachimantai (八幡平?)
- Monts Hakkoda (八甲田山?)
- Mont Hayachine (早池峰山?)
- Hiuchigatake (燧ヶ岳?)
- Mont Iide (飯豊山?)
- Mont Iwaki (岩木山?)
- Mont Iwate (岩手山?)
- Mont Zaō (蔵王山?)

### Région du Kantō

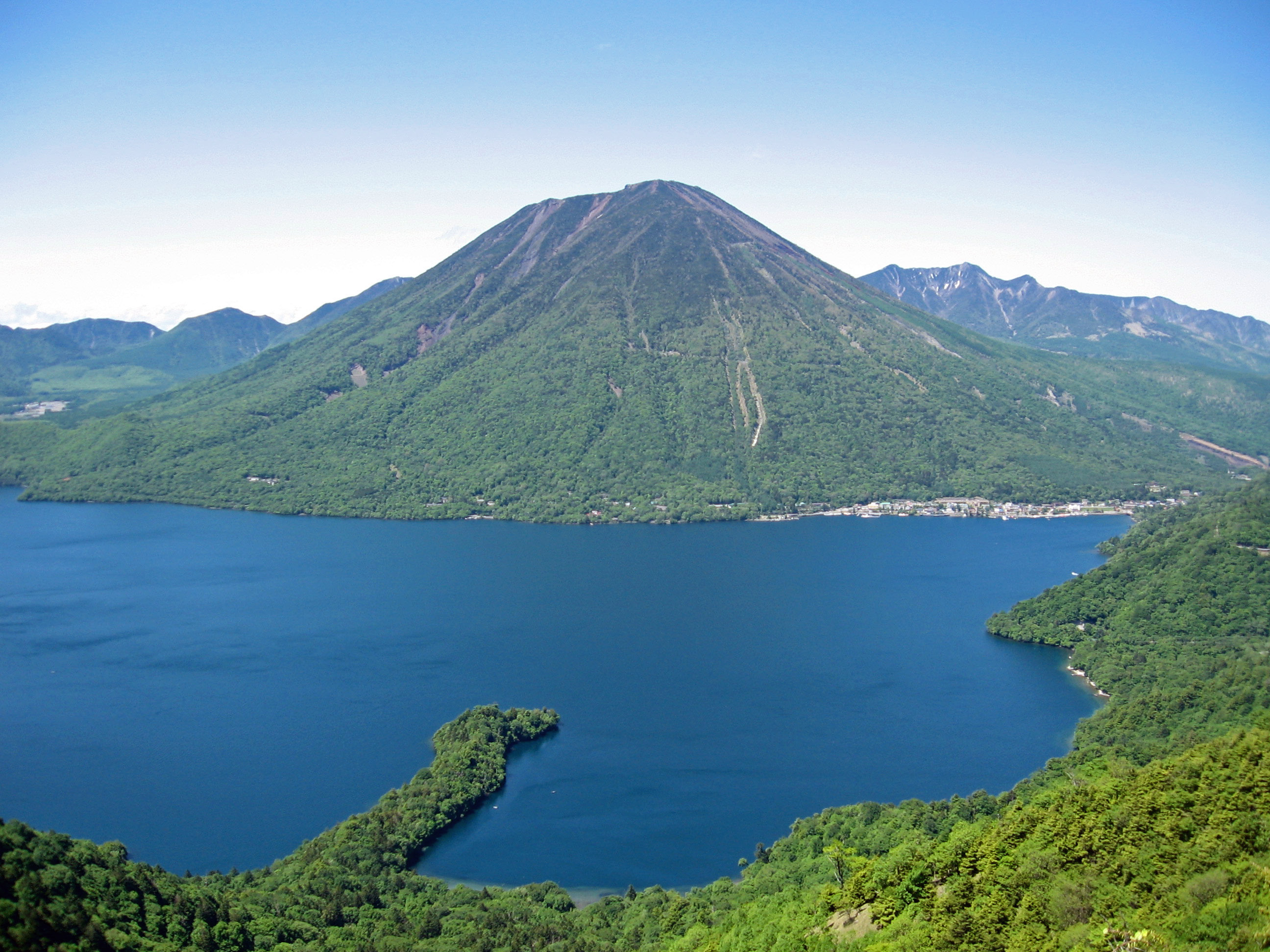
Le mont Nantai.

- Mont Akagi (赤城山?)
- Mont Asama (浅間山?)
- Mont Azumaya (四阿山?)
- Mont Hira (平ヶ岳?)
- Mont Hotaka (武尊山?)
- Mont Kumotori (雲取山?)
- Mont Kusatsu-Shirane (草津白根山?)
- Mont Nantai (男体山?)
- Mont Nasu (那須岳?)
- Mont Nikkō-Shirane (日光白根山?)
- Mont Ryōkami (両神山?)
- Mont Shibutsu (至仏山?)
- Mont Sukai (皇海山?)
- Mont Tanigawa (谷川岳?)
- Mont Tanzawa (丹沢山?)
- Mont Tsukuba (筑波山?)

### Région du Chūbu

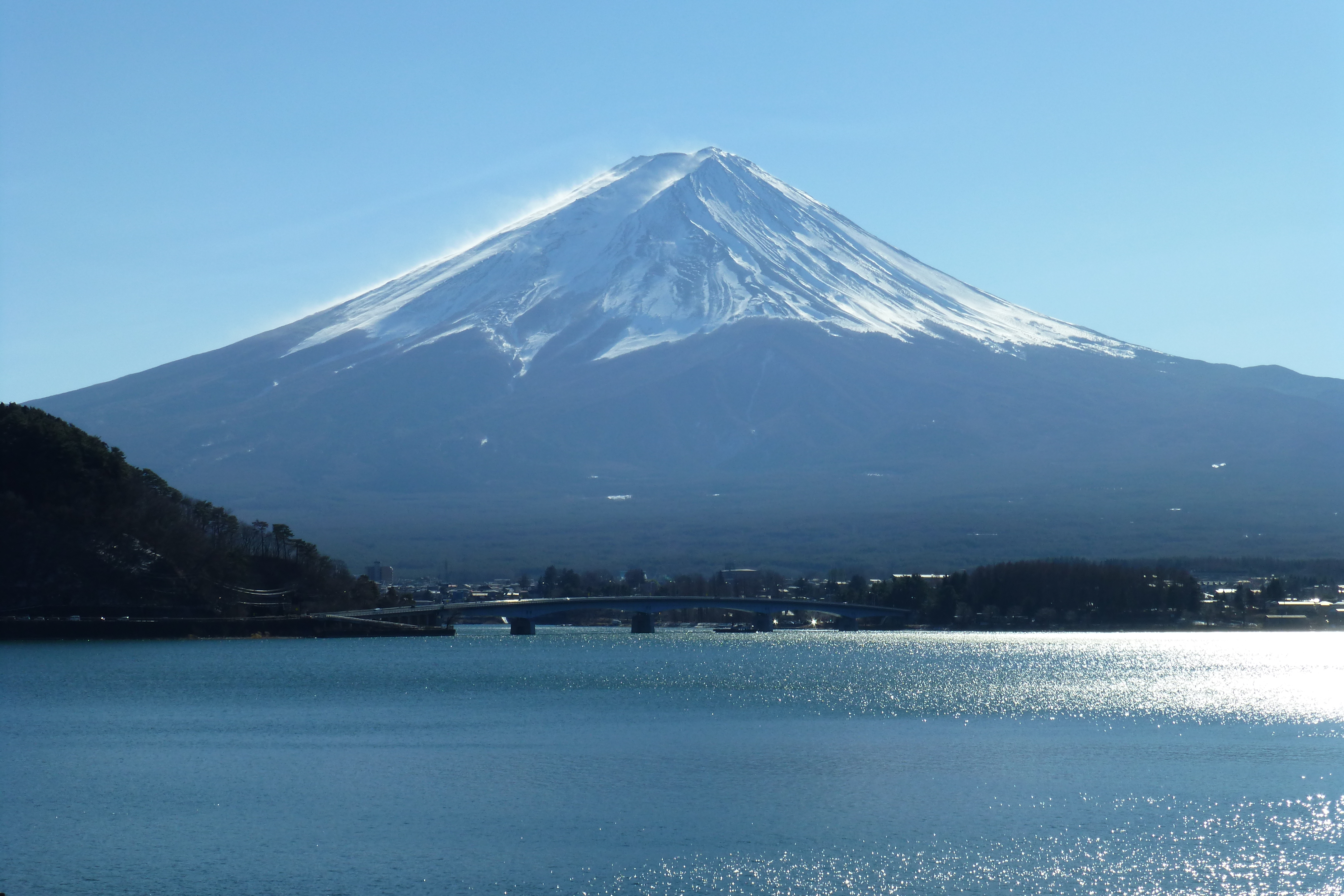
Le mont Fuji et le lac Kawaguchi.

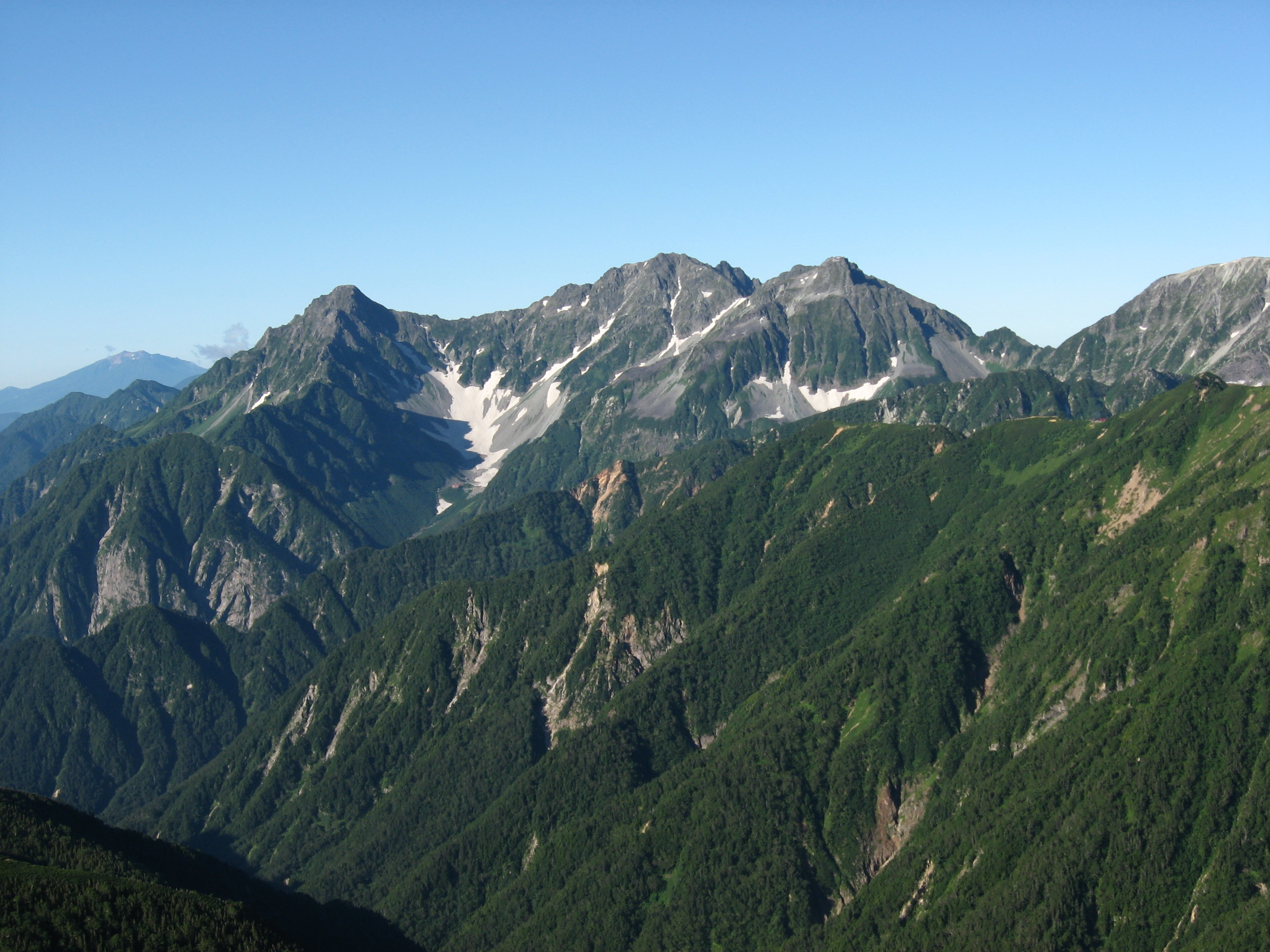
Le mont Hotaka.

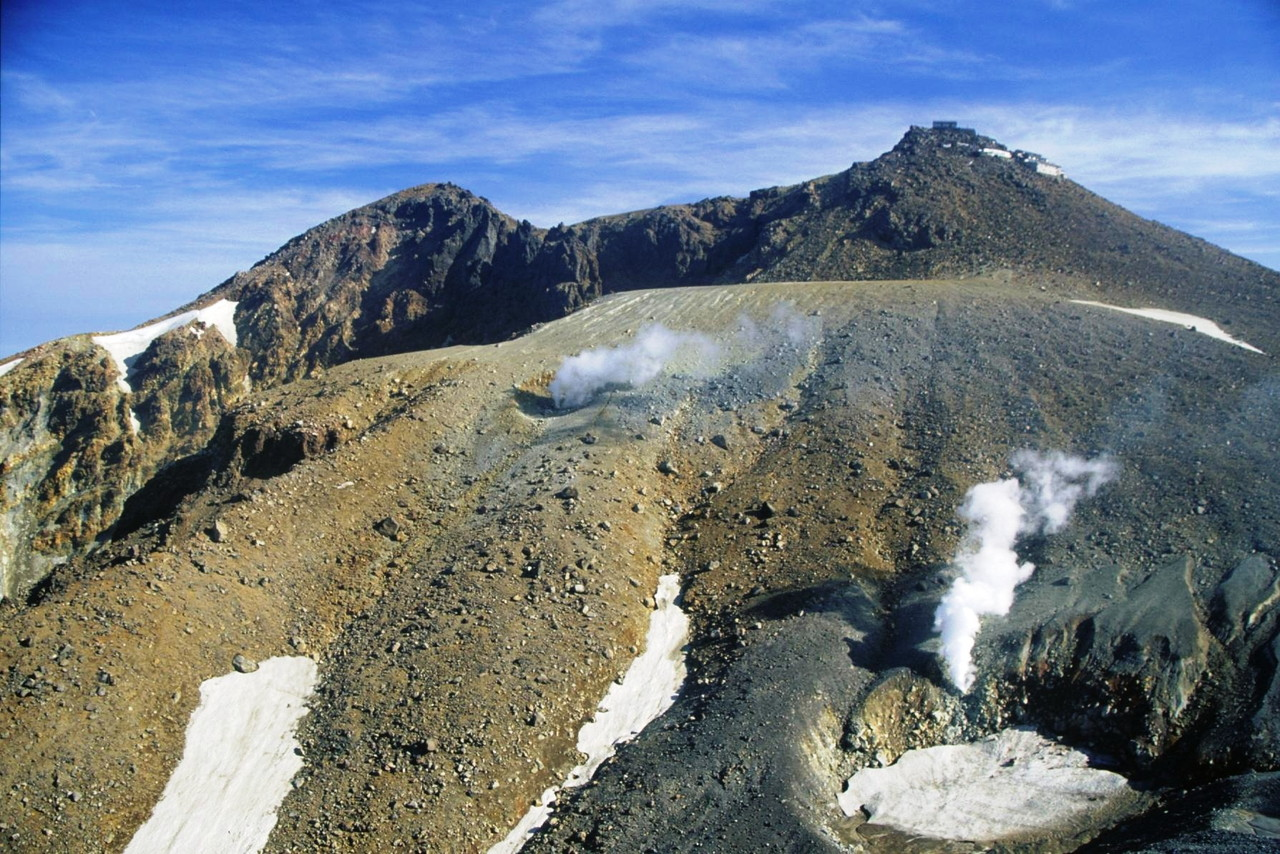
Le mont Ontake.

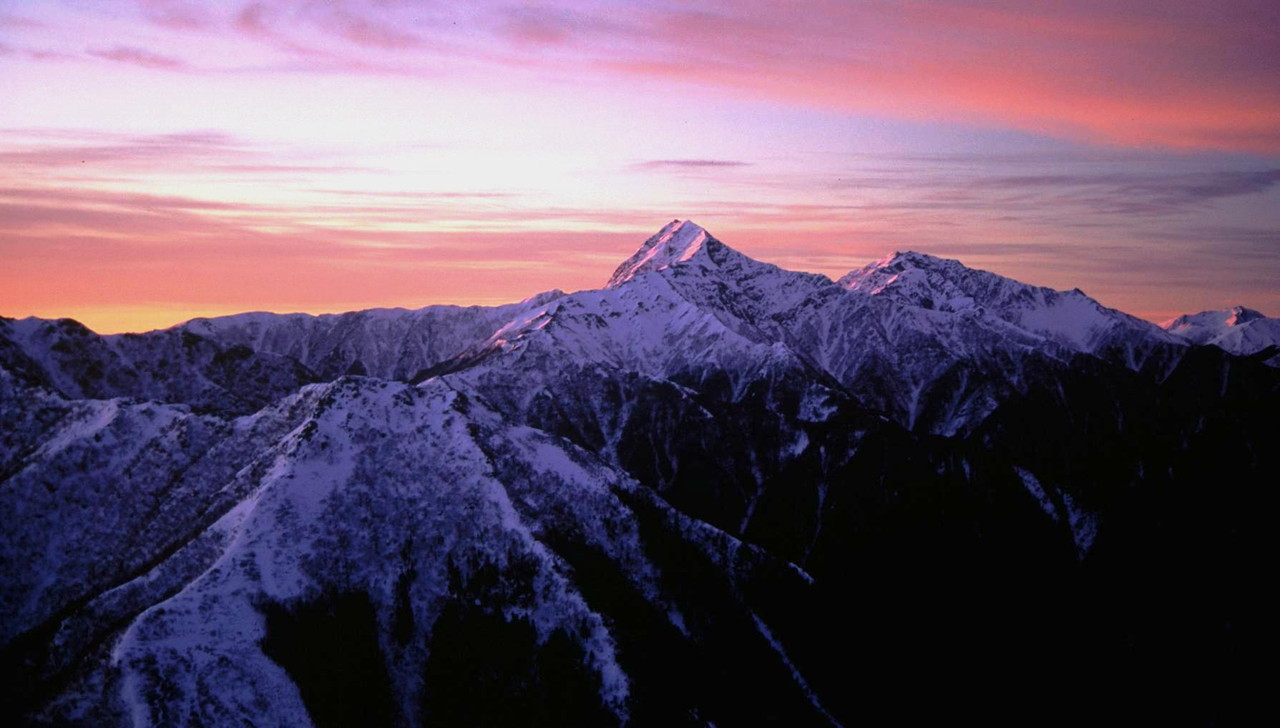
Le mont Kita.

- Mont Aino (間ノ岳?)
- Mont Akaishi (赤石岳?)
- Mont Amagi (天城山?)
- Mont Amakazari (雨飾山?)
- Mont Daibosatsu (大菩薩岳?)
- Mont Ena (恵那山?)
- Mont Fuji (富士山?)
- Mont Goryū (五竜岳?)
- Mont Haku (白山?)
- Mont Hijiri (聖岳?)
- Mont Hiuchi (火打山?)
- Mont Hōō (鳳凰山?)
- Mont Hotaka (穂高岳?)
- Mont Jōnen (常念岳?)
- Mont Kaikoma (甲斐駒ヶ岳?)
- Mont Kasa (笠ヶ岳?)
- Mont Kashimayari (ja) (鹿島槍ヶ岳?)
- Mont Kinpu (金峰山?)
- Mont Kirigamine (霧ヶ峰?)
- Mont Kisokoma (木曾駒ヶ岳?)
- Mont Kita (北岳?)
- Mont Kobushi (甲武信ヶ岳?)
- Mont Kurobegorō (黒部五郎岳?)
- Mont Makihata (巻機山?)
- Mont Mizugaki (瑞牆山?)
- Mont Myōkō (妙高山?)
- Mont Naeba (苗場山?)
- Mont Norikura (乗鞍岳?)
- Mont Ontake (御嶽山?)
- Mont Senjō (仙丈ヶ岳?)
- Mont Shiomi (塩見岳?)
- Mont Shirouma (白馬岳?)
- Mont Suishō (水晶岳?)
- Mont Takatsuma (高妻山?)
- Mont Tate (立山?)
- Mont Tateshina (蓼科山?)
- Mont Tekari (光岳?)
- Mont Tsurugi (剣岳?)
- Mont Uonuma-Komagatake (魚沼駒ヶ岳?)
- Utsukushigahara (美ヶ原?)
- Mont Utsugi (空木岳?)
- Mont Warusawa (悪沢岳?)
- Mont Washiba (鷲羽岳?)
- Mont Yake (焼岳?)
- Mont Yakushi (薬師岳?)
- Mont Yari (槍ヶ岳?)
- Yatsugatake (八ヶ岳?)

### Ouest du Japon

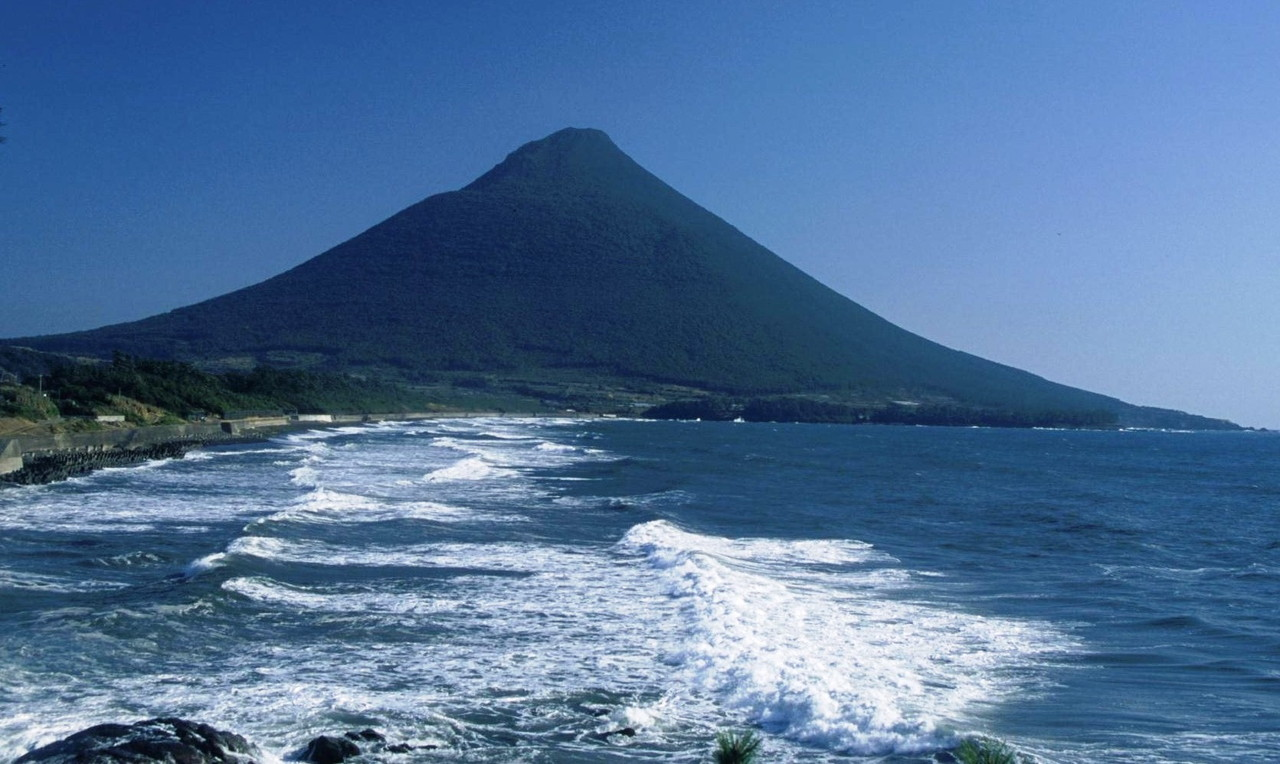
Le mont Kaimon.

- Mont Arashima (荒島岳?)
- Mont Aso (阿蘇山?)
- Daisen (大山?)
- Mont Ibuki (伊吹山?)
- Mont Ishizuchi (石鎚山?)
- Mont Kaimon (開聞岳?)
- Monts Kirishima (霧島山?)
- Monts Kujū (九重山?) ou Kokonoe
- Mont Miya-no-ura (宮之浦岳?)
- Mont Ōdaigahara (大台ヶ原山?)
- Mont Ōmine (大峰山?)
- Mont Sobo (祖母山?)
- Mont Tsurugi (剣山?)